# 直木松太郎

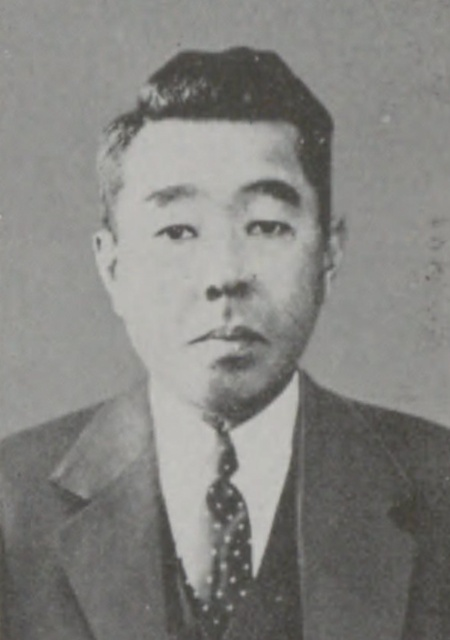
直木松太郎

直木 松太郎（なおき まつたろう、1888年1月24日 - 1947年4月7日）は、日本野球の近代化に貢献した人物である。

## 来歴・人物
京都府出身。1907年に慶應義塾大学に入学。当時日本には日本語で記された野球のルールブックがなく、日本に野球を伝えたホーレス・ウィルソンの語ったルールが口伝で適用されている状態だった。直木は1909年にアメリカのルールブックを逐条翻訳し、日本初のルールブックを完成させた。この作業は毎年見直しが行われ、直木の手によるものとしては1917年刊行のものが最終版となっている。この作業は後輩である山内以九士に引き継がれ、1936年の「最新野球規則」の刊行につながっていく。
直木は大学卒業後は東京六大学野球連盟の規則委員を務め、技術、記録の普及に努めた。直木が大学在学中に開発した「慶應式」と呼ばれるスコアブックの記録方法は後に記録集計がしやすい利点があるが、現在市販されているスコアブックの記録方法の解説本は主に早稲田式によるものである（山内以九士が開発した「ヤマウチ式」は慶應式の改良版であり、現在日本プロ野球の公式記録で用いられている様式である。なお、早稲田式のスコアブック記録方法は、1925年に当時早大野球部の監督であった飛田穂洲がその著書で紹介したものであり、リアルタイムでスコアを記録する面において慶應式よりもわかりやすいという長所がある）。
このように直木は日本における野球の近代化に生涯を捧げ、「野球博士」「スコアブックの父」と呼ばれ、1947年に亡くなった。
その業績を称え、1970年に特別表彰により野球殿堂入り。